# Blackburnium aratum
Blackburnium aratum är en skalbaggsart som beskrevs av Blackburn 1904. Blackburnium aratum ingår i släktet Blackburnium och familjen Bolboceratidae. Inga underarter finns listade.